# Julija Nowikowa

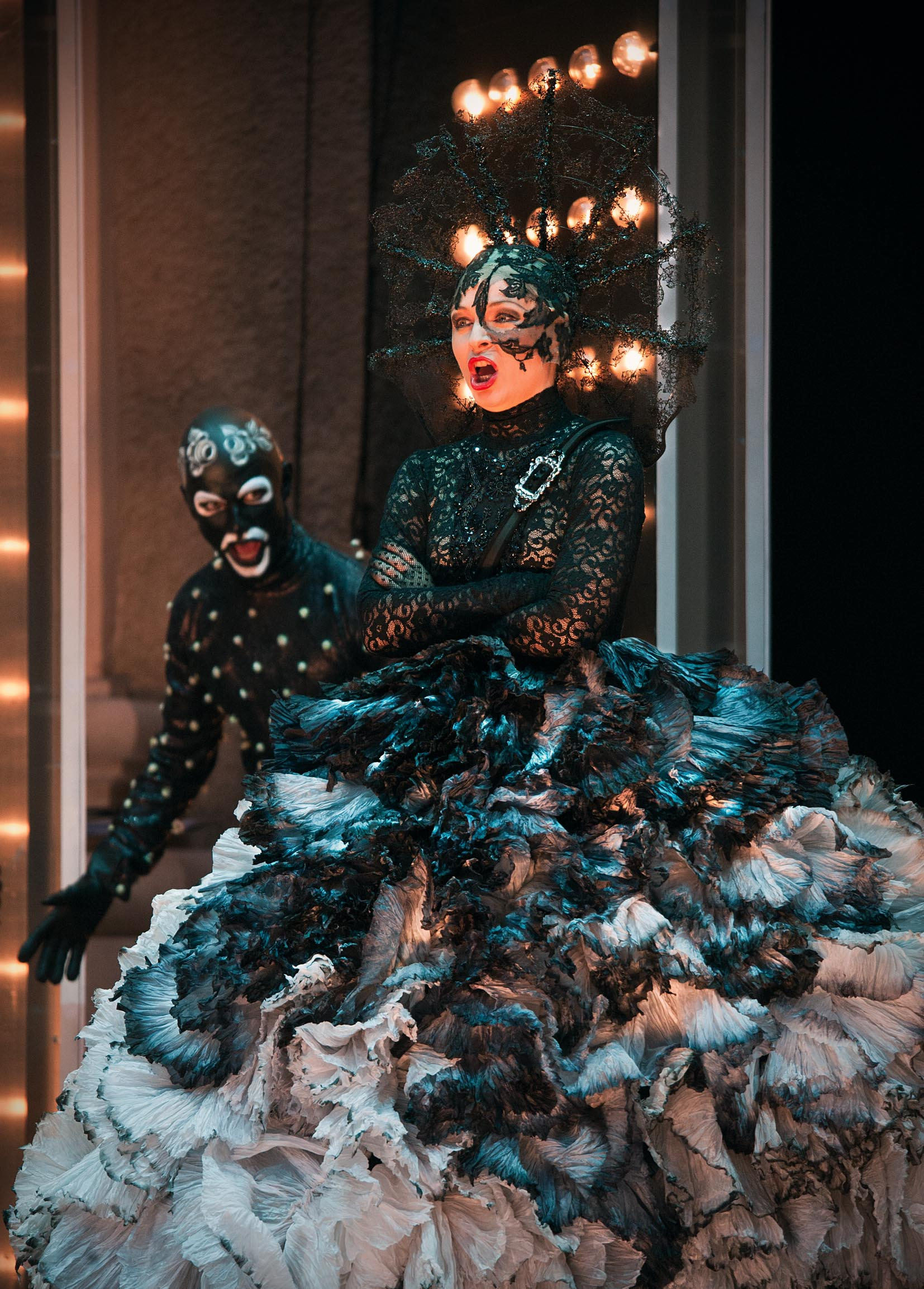
Als Königin der Nacht in Der Zauberflöte zweyter Theil. Das Labyrinth bei den Salzburger Festspielen 2012

Julija Nowikowa (russisch Юлия Новикова; geboren 1983 in Leningrad) ist eine russische Opernsängerin (Koloratursopran).

## Leben
Nowikowas Musikunterricht begann mit fünf Jahren, sie lernte Klavier und Flöte. Ihre Gesangsausbildung absolvierte sie am Sankt Petersburger Konservatorium, wo sie bereits als Susanna, Serpina und als Marfa in Rimski-Korsakows Die Zarenbraut auftrat.
2006 debütierte sie am Mariinski-Theater als Flora in The Turn of the Screw, unter der musikalischen Leitung von Waleri Gergijew, und wurde an die Oper Dortmund engagiert, wo sie bis 2008 die Olympia in Hoffmanns Erzählungen, Rosina in Il barbiere di Siviglia, Gilda in Rigoletto und die Königin von Schemacha in Rimski-Korsakows Goldenem Hahn sang. An der Oper Frankfurt verkörperte sie erstmals die Königin der Nacht, eine Rolle, die sie auch nach Bonn, Hamburg, Berlin und Wien brachte. In Bonn sang sie seither auch den Medoro in Orlando furioso und den Oscar im Maskenball, Blonde, Gilda, die Aufseherin in Strauss’ Elektra und Prinzessin Ninetta in Sergei Prokofjews Liebe zu den drei Orangen, Musetta und Adina, sowie 2011 die Amina in La sonnambula.
Beim Operalia-Wettbewerb von Plácido Domingo errang Nowikowa 2009 sowohl den Ersten Preis der Jury, als auch den Publikumspreis; wenig später stand sie mit Domingo vor der Kamera und wirkte als Gilda in der Rigoletto-Verfilmung an Originalschauplätzen mit, die von Fernsehanstalten in 148 Ländern live ausgestrahlt wurde. Nach ihrem Debüt an der Wiener Staatsoper im November 2009 als Königin der Nacht sang sie dort seither Hauptrollen in den Kinderopern Aladdin und die Wunderlampe und Pünktchen und Anton, den Oscar, Zerbinetta und die Fiakermilli, sowie die Adina im Liebestrank an der Seite von Juan Diego Flórez. Es folgten Debüts in Strasbourg, Lyon und Toulouse, an der Komischen Oper Berlin und am Teatro Verdi in Trieste. Bei den Salzburger Festspielen debütierte Novikova 2011 als Nachtigall in einer konzertanten Aufführung von Strawinskys Le rossignol und sang 2012 im Residenzhof die Königin der Nacht, jedoch nicht in Mozarts Oper, sondern in deren Fortsetzung Der Zauberflöte zweyter Theil. Das Labyrinth von Emanuel Schikaneder und Peter von Winter.
Julija Nowikowa sang u. a. beim Muziekdriedaagse Festival in Den Haag, beim Grachten Festival in Amsterdam, in Bordeaux, Nancy and Paris, in der Carnegie Hall in New York und an der Ungarischen Staatsoper in Budapest. Beim Fest der Freude über das Jubiläum des Endes der nationalsozialistischen Herrschaft sang die Künstlerin in Anwesenheit der Regierungsspitze und vor 10.000 Zuhörern am 8. Mai 2013 am Wiener Heldenplatz Arien von Johann Strauss und Jacques Offenbach.

## Auszeichnungen
- 2006 Dritter Preis bei der Wilhelm Stenhammar International Music Competition, Schweden
- 2007 Publikumspreis beim Concours de Genève, Schweiz
- 2007 Publikumspreis beim Internationalen Gesangswettbewerb Neue Stimmen, Deutschland
- 2008 Erster Preis bei Musik Debüt, Landau in der Pfalz, Deutschland
- 2009 Erster Preis und Publikumspreis bei Operalia, Budapest
- 2013 Luitpoldpreis des Festivals Kissinger Sommer